# HQ-16
HQ-16 (Hán Việt: Hồng Kỳ 16; giản thể: 红旗-16; phồn thể: 紅旗-16; bính âm: Hóng Qí-16; nghĩa đen 'Cờ đỏ 16'; tên định danh NATO: CH-SA-16) là một loại tên lửa đất đối không tầm trung (SAM) được Trung Quốc phát triển dựa trên hệ thống tên lửa Buk của Nga.

## Phát triển
Trung Quốc bắt đầu phát triển HQ-16 vào năm 2005, và các báo cáo cho rằng có sự hỗ trợ của Tập đoàn Almaz-Antey của Nga. Loại tên lửa này ban đầu được dự định thiết kế chỉ để sử dụng trong hải quân. Cuối năm 2011, Trung Quốc thông báo "việc hợp tác phát triển tên lửa giữa nước này và Nga" đã hoàn tất.
Phiên bản HQ-16B được phát triển vào cuối năm 2011.
Một hệ thống HQ-16 phiên bản hoạt động trên mặt đất bao gồm một đài chỉ huy, hai đài radar đa năng, và bốn đến sáu xe mang phóng tự hành cơ động trên đường bộ. Mỗi xe phóng mang sáu đạn tên lửa.

## Lịch sử hoạt động
Phiên bản sử dụng trên tàu chiến hải quân là HHQ-16, được lắp đặt trên tàu hộ vệ Type 054A và đã đi vào hoạt động năm 2008.
Trung Quốc bắt đầu sử dụng phiên bản HQ-16A vào năm 2011.
Pakistan đã đàm phán với Trung Quốc để mua tên lửa này vào năm 2015. Đến tháng 3 năm 2017, Lục quân Pakistan đưa vào biên chế phiên bản LY-80.

## Biến thể

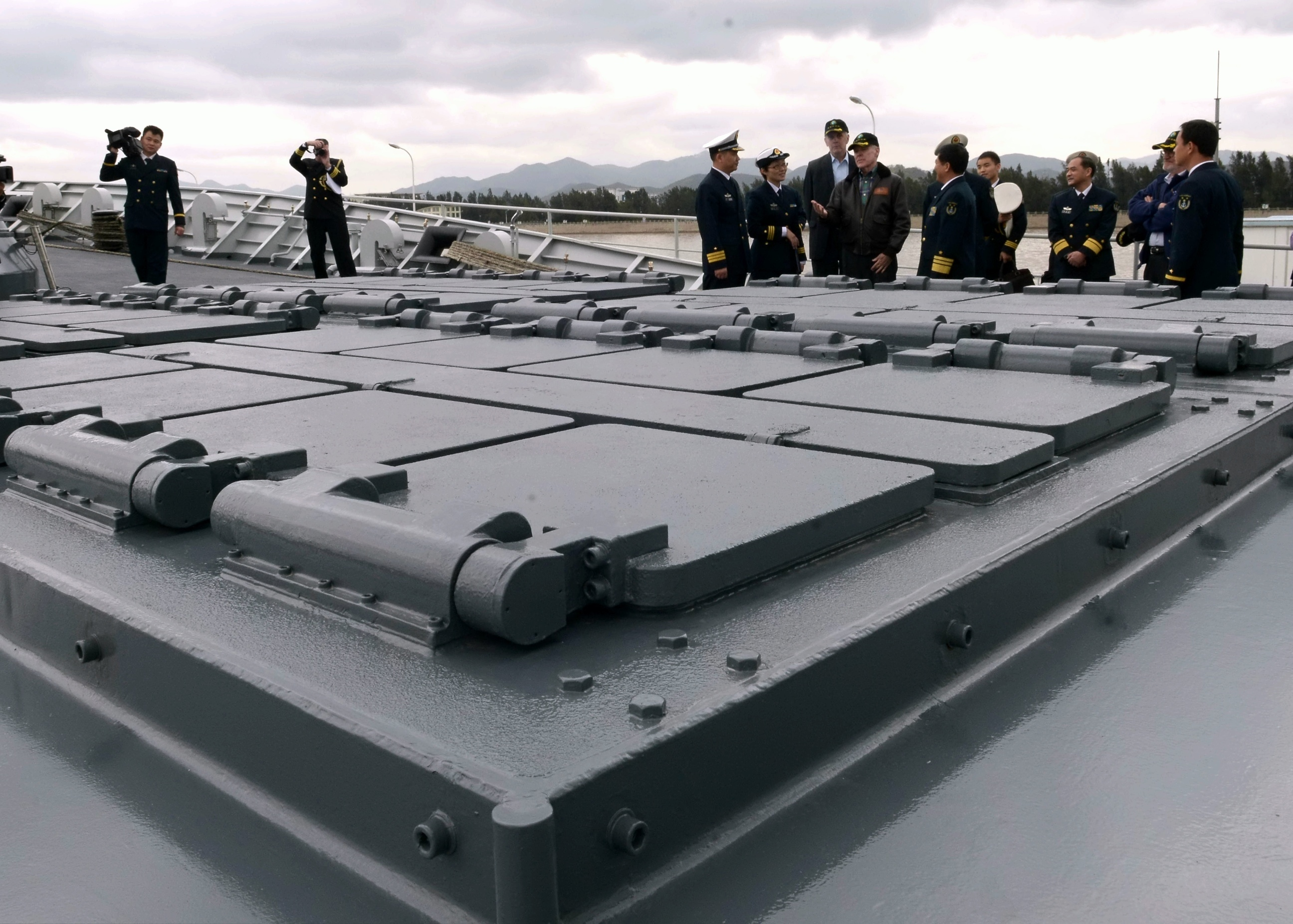
Hệ thống phóng tên lửa thẳng đứng HHQ-16 trên tàu hộ vệ Type 054A

HQ-16A
Phiên bản ban đầu, hoạt động trên mặt đất, có tầm đánh chặn 40 km (25 dặm).
HHQ-16
Phiên bản hải quân, nó được cho là một biến thể sản xuất nội địa của tên lửa 9M317ME.
HQ-16B
Biến thể cải tiến với tầm đánh chặn 70 km (43 dặm).
HQ-16C
Biến thể cải tiến với tầm đánh chặn lên tới 160 km (99 dặm).
LY-80
Phiên bản xuất khẩu.
LY-80N
Phiên bản xuất khẩu dành cho hải quân.
HQ-16FE
Biến thể cải tiến có phạm vi đánh chặn 160 km (99 dặm).

## Quốc gia sử dụng
Trung Quốc
- Lục quân Trung Quốc: 250 tên lửa HQ-16A và HQ-16B[13]
- Hải quân Trung Quốc: HHQ-16[14]

 Pakistan
- Lục quân Pakistan: LY-80[12]
- Hải quân Pakistan: LY-80N[12]